# Leon Wrzosek

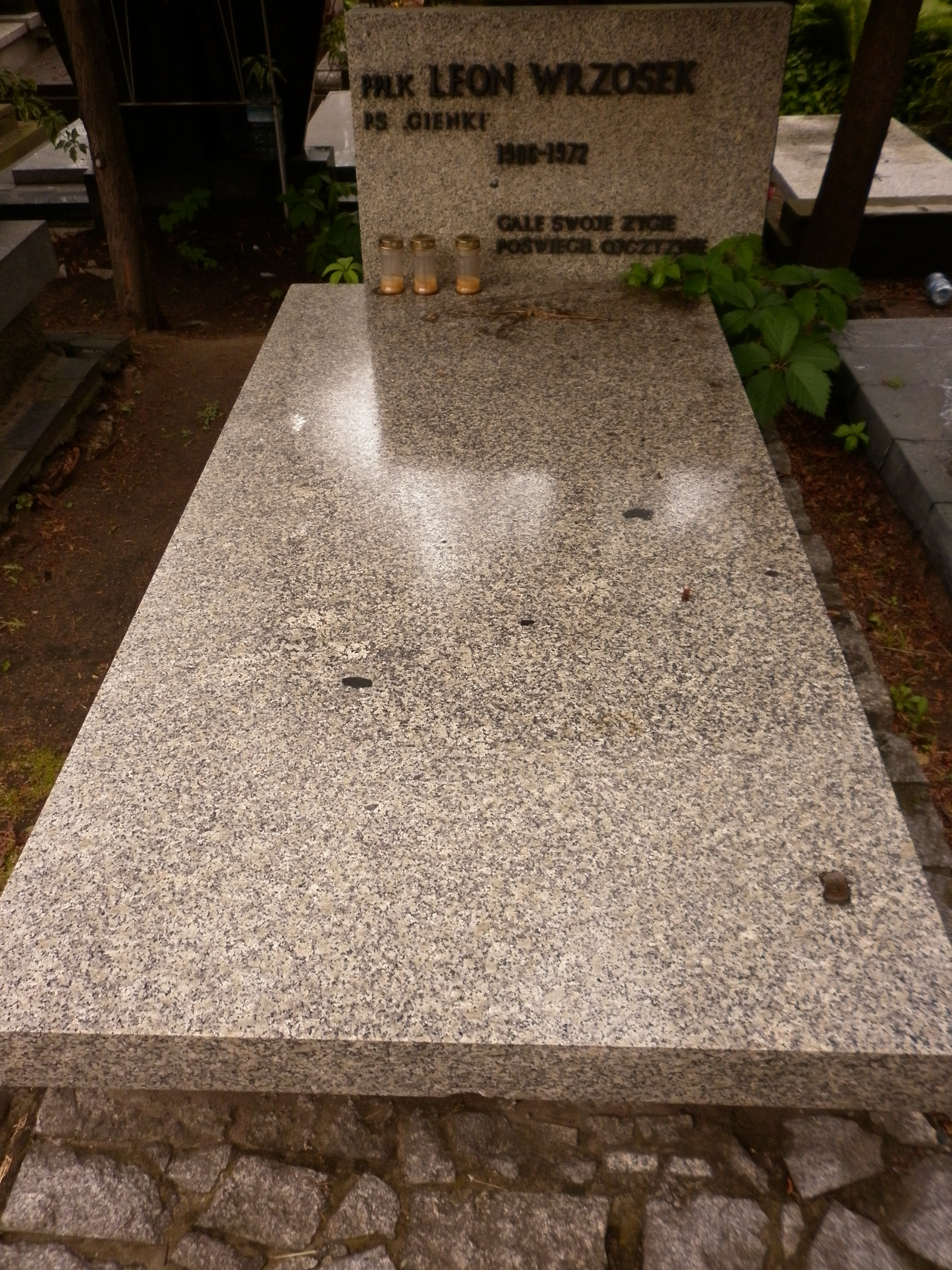
Grób Leona Wrzoska

Leon Wrzosek pseud. „Cienki” (ur. 5 marca 1906 w Warszawie, zm. 27 września 1972 tamże) – działacz komunistyczny i związkowy, członek Związków Pracowników Budowlanych i Pokrewnych, Stowarzyszenia Przyjaciół ZSRR (SP ZSRR), Polskiej Partii Robotniczej (PPR), uczestnik kampanii wrześniowej, oficer Gwardii Ludowej (GL) i Armii Ludowej (AL), członek Polskiego Komitetu Obrońców Pokoju w 1949 roku.

## Życiorys
Początkowo pracował jako goniec w redakcji „Kuriera Polskiego”, uczęszczając jednocześnie do zawodowej szkoły elektrotechnicznej, a następnie jako elektryk-instalator. W 1928 powołany do odbycia zasadniczej służby wojskowej w baonie elektrotechnicznym saperów w Nowym Dworze Mazowieckim. Po powrocie z wojska w 1930 przystąpił do pracy zawodowej, kontynuując jednocześnie działalność w związkach zawodowych. W 1932 wstąpił do Komunistycznej Partii Polski (KPP). W 1935 był współorganizatorem zwycięskiego strajku elektromonterów. Po wybuchu wojny domowej w Hiszpanii zajmował się zbieraniem funduszów na pomoc republikanom.
Przed napaścią Niemiec hitlerowskich na Polskę w 1939 zmobilizowano go do wojska. Brał udział w kampanii wrześniowej w rejonie Domanic, Włodawy, Uściługa i Kamionki Strumiłowej. Po zakończeniu działań wojennych powrócił do Warszawy i wkrótce zaczął nawiązywać kontakty z dawnymi współtowarzyszami z KPP, a następnie rozpoczął działalność konspiracyjną w Stowarzyszeniu Przyjaciół ZSRR i Związku Walki Wyzwoleńczej (ZWW), gdzie zajmował się kolportażem prasy konspiracyjnej tych organizacji. W marcu 1942 wstąpił do PPR i GL. Organizował grupy bojowe GL na Kole i Woli. Wkrótce mianowano go zastępcą komendanta GL dzielnicy Wola i powierzono mu obowiązki zaopatrzenia i broni w tejże dzielnicy. Uczestniczył w różnych akcjach dywersyjno-bojowych w Warszawie i okręgach Prawej i Lewej Podmiejskiej. Latem 1943 ukończył kurs oficerski i został przydzielony do dyspozycji Dowództwa GL Warszawa-Miasto, gdzie objął obowiązki oficera zaopatrzenia i broni. Jednocześnie mianowano go dowódcą Podokręgu Warszawa-Ochota. Na tym stanowisku brał czynny udział w organizowaniu batalionu AL im. Czwartaków. Za wzorowe wypełnianie obowiązków i dzielne wykonywanie zadań bojowych w 1944 został przedstawiony do odznaczenia Orderem Krzyża Grunwaldu III klasy. W czerwcu 1944 otrzymał stopień podporucznika. Po wybuchu powstania warszawskiego został zastępcą dowódcy plutonu AL, a następnie wszystkich sił AL na Woli Zbigniewa Paszkowskiego „Stacha”. Brał udział w obronie ulicy Wroniej 6 sierpnia 1944; został wówczas dwukrotnie ranny, wskutek czego utracił wzrok. Ewakuowano go na Stare Miasto, następnie 26 sierpnia 1944 kanałami na Żoliborz. Tam 30 września 1944 po nieudanej przeprawie przez Wisłę dostał się do niemieckiej niewoli, skąd po pewnym czasie został skierowany do szpitala we Włoszczowie. Po wyzwoleniu powrócił do Warszawy, gdzie rozpoczął działalność społeczno-polityczną. Był współorganizatorem Polskiego Związku Niewidomych, którego następnie został przewodniczącym. Przez kilka lat był prezesem ZBoWiD na Okręg Warszawski i wchodził w skład Rady Naczelnej tego związku. W 1949 roku był delegatem Krajowej Rady Obrońców Pokoju na Kongres Obrońców Pokoju w Paryżu. W ostatnich latach życia był prezesem Zarządu Głównego Związku Emerytów, Rencistów i Inwalidów. Pochowany w Alei Zasłużonych na Cmentarzu Powązkowskim (kwatera B2-tuje-19).

## Ordery i odznaczenia
- Order Sztandaru Pracy I klasy,
- Order Krzyża Grunwaldu III klasy,
- Krzyż Srebrny Orderu Virtuti Militari,
- Krzyż Kawalerski Orderu Odrodzenia Polski,
- Krzyż Walecznych,
- Krzyż Partyzancki,
- Złoty Krzyż Zasługi,
- Złoty Znak Związku Ochotniczych Straży Pożarnych (1969)[3].